# Liam Hyland
Liam Hyland (* 23. April 1933 in Ballacolla, County Laois) ist ein irischer Politiker der Fianna Fáil. Er war lange Zeit Mitglied des Oireachtas, 1977 bis 1981 im Seanad Éireann und von 1981 bis 1997 im Dáil Éireann, und des Europäischen Parlaments von 1994 bis 2004.

## Biografie
Hyland versuchte zunächst, 1977 in den 21. Dáil Éireann für den Wahlkreis Laois–Offaly gewählt zu werden. Zwar war er dabei nicht erfolgreich, es gelang ihm jedoch, im Oktober 1977 über die Wirtschaftsliste in den Seanad gewählt zu werden.
Bei den Wahlen 1982, 1987, 1989 und 1992 trat er dann erfolgreich zu den Wahlen zum Dáil Éireann an. 1997 verzichtete er wegen seiner Verpflichtung in Brüssel auf eine Kandidatur zum Dáil. 
Mit der Regierung Reynolds I wurde er am 13. Februar 1992 zum Staatsminister für Gartenkultur im Landwirtschaftsministerium ernannt. Dies blieb er bis zum 12. Januar 1993. Mit der Regierung Reynolds II wechselte er dann die Denomination und wurde am 14. Januar 1993 zum Staatsminister für Forsten und ländliche Entwicklung im Landwirtschaftsministerium ernannt.
Bei den Wahlen zum Europäischen Parlament 1994 kandidierte er erfolgreich für die Provinz Leinster. Bei den folgenden Wahlen 1999 konnte er seinen Sitz im EP verteidigen.